# كونفلونس (برنامج)
كونفلونس هو برنامج ويكي مؤسسي على شبكة الإنترنت ( برنامج تعاوني ) طورته شركة البرمجيات الأسترالية أتلاسيان. كتبت أتلاسيان كونفلونس بلغة برمجة جافا ونشرها لأول مرة في عام 2004. يأتي كونفلونس لوحده مزودًا بخادم الويب Tomcat المدمج وقاعدة بيانات hsql ، كما يدعم قواعد البيانات الأخرى.
تقوم الشركة بتسويق كونفلونس كبرنامج للمؤسسات، ومرخص كبرنامج محلي  على جهاز العميل أو برنامج كخدمة تعمل على خدمات أمازون ويب AWS .  

## التاريخ
أصدر أتلاسيان كونفلونس 1.0 في 25 مارس 2004 ، قائلاً إن الغرض منه هو بناء «تطبيق تم إنشاؤه لمتطلبات نظام إدارة معرفة المؤسسة ، دون فقدان بساطة الويكي الأساسية والقوية في هذه العملية.» 
في الإصدارات الأخيرة ، تطورت كونفلونس إلى جزء من منصة تعاون متكاملة  وتم تكييفها للعمل جنبًا إلى جنب مع Jira ومنتجات برامج أتلاسيان الأخرى ، بما في ذلك Bamboo و Clover و Crowd و Crucible و FishEye . 
في عام 2014 ، أصدر أتلاسيان مركز بيانات كونفلونس لإضافة توفر عالي مع موازنة الحمل عبر العقد في إعداد مجمع.

## تحليل
شُيّد eWeek في عام 2011 بميزات جديدة في الإصدار 4 مثل التنسيق التلقائي والإكمال التلقائي وويكي الموحد و WYSIWYG وإشعارات الشبكات الاجتماعية وتكامل سحب وإفلات ملفات الوسائط المتعددة .  تتضمن حالات الاستخدام اتصالات المؤسسة الأساسية ومساحات العمل التعاونية لتبادل المعلومات، والشبكات الاجتماعية، وإدارة المعلومات الشخصية وإدارة المشاريع . وتقارنه صحيفة Computerwoche الألمانية من IDG Business Media بمايكروسوفت شيربوينت ووجدته «نقطة انطلاق جيدة» كمنصة للتعاون في الأعمال الاجتماعية، في حين أن  شيربوينت أكثر ملاءمة للشركات التي لديها عمليات أكثر تنظيماً. 
يتضمن كونفلونس إعداد قوالب أوراق الأنماط المتتالية لتنسيق جميع الصفحات، بما في ذلك تلك التي تم استيرادها من مستندات مايكروسوفت وورد. يسمح البحث المضمن بالاستعلام عن المعلومات حسب التاريخ أو مؤلف الصفحة ونوع المحتوى مثل الرسومات.
يحتوي كونفلونس على وظائف إضافية للتكامل مع التنسيقات القياسية، مع واجهة برمجة تطبيقات مرنة قابلة للبرمجة تسمح بالتوسع. يعد البرنامج ملائمًا كأداة مخطط تفصيلي للمتطلبات التي يمكن ربطها بالمهام في أداة تعقب مشكلات جيرا من قبل نفس الشركة. 

## وقف ترميز الويكي
اعتبارًا من الإصدار 4.0 ، في عام 2011 ،  أنهى كونفلونس دعم لغة ترميز wiki .  أدى ذلك إلى مناقشة محتدمة في بعض الأحيان من قبل بعض مستخدمي الإصدارات السابقة الذين اعترضوا على التغيير.  رداً على ذلك قدمت أتلاسيان محرر للمصدر كمكوِّن إضافي، والذي يسمح للمستخدمين المتقدمين بالقدرة على تحرير مصدر المستند الأساسي المستند إلى لغة ترميز النص الفائق القابلة للتمديد.  ومع ذلك، على الرغم من أن ترميز المصدر الجديد يعتمد على لغة ترميز النص الفائق القابلة للتمديد إلا أنه لا يتوافق مع لغة ترميز النص الفائق القابلة للتمديد. 
بالإضافة إلى ذلك ، يمكن كتابة ترميز ويكي في المحرر وتقوم وظيفة الإكمال التلقائي والتنسيق التلقائي لـكونفلونس بتحويل علامة ويكي إلى التنسيق الجديد.  بعد التحويل في الوقت الفعلي، لا يمكن تحرير المحتوى كترميز ويكي مرة أخرى.

## الأمان
يتم تشفير بيانات «كونفلونس كلاود» أثناء نقلها وفي سكونها أيضاً. 

## محددات
لا توجد طريقة قياسية لإضافة تسميات توضيحية إلى الصور، فهناك حلول بديلة فقط. 